# Анакортъс
Анакортъс (на английски: Anacortes) е град в окръг Скаджит, щата Вашингтон, САЩ. Анакортъс е с население от 14 557 жители (2000) и обща площ от 36,7 km². Намира се на 7 m надморска височина. ЗИП кодът му е 98221, а телефонният му код е 360.